# Индијанаполис колтси
Индијанаполис колтси (енгл. Indianapolis Colts) су професионални тим америчког фудбала са седиштем у Индијанаполису у Индијани. Клуб утакмице као домаћин играна стадиону Лукас ојл. Клуб се такмичи у АФЦ-у у дивизији Југ. Основан је 1953. и у периоду 1953-83. носио је име „Балтимор колтси“.
„Колтси“ су пет пута били прваци НФЛ-а, последњи пут 2006. Маскота клуба је коњ „Блу“.